# Mburucuyá (kommunhuvudort i Argentina)
Mburucuyá är en kommunhuvudort i Argentina.   Den ligger i provinsen Corrientes, i den nordöstra delen av landet, 700 km norr om huvudstaden Buenos Aires. Mburucuyá ligger 79 meter över havet och antalet invånare är 9 012.
Terrängen runt Mburucuyá är mycket platt. Runt Mburucuyá är det glesbefolkat, med 9 invånare per kvadratkilometer..
Trakten runt Mburucuyá består i huvudsak av gräsmarker.